# The Flashlight
The Flashlight er en amerikansk stumfilm fra 1917 af Ida May Park.

## Medvirkende
- Dorothy Phillips som Delice Brixton.
- William Stowell som Jack Lane.
- Lon Chaney som Henry Norton / Porter Brixton.
- Alfred Allen som John Peterson.
- George Berrell som Barclay.